# Inverness Highlands North
Inverness Highlands North ist ein census-designated place (CDP) im Citrus County im US-Bundesstaat Florida. Das U.S. Census Bureau hat bei der Volkszählung 2020 eine Einwohnerzahl von 2.707 ermittelt.

## Geographie
Inverness Highlands South grenzt im Südosten an die Stadt Inverness und liegt rund 110 km nördlich von Tampa. Der CDP wird von der Florida State Road 44 tangiert.

## Demographische Daten
Laut der Volkszählung 2010 verteilten sich die damaligen 2401 Einwohner auf 1081 Haushalte. Die Bevölkerungsdichte lag bei 402 Einw./km². 91,0 % der Bevölkerung bezeichneten sich als Weiße, 4,7 % als Afroamerikaner, 0,4 % als Indianer und 1,2 % als Asian Americans. 0,7 % gaben die Angehörigkeit zu einer anderen Ethnie und 2,0 % zu mehreren Ethnien an. 5,8 % der Bevölkerung bestand aus Hispanics oder Latinos.
Im Jahr 2010 lebten in 34,0 % aller Haushalte Kinder unter 18 Jahren sowie 32,7 % aller Haushalte Personen mit mindestens 65 Jahren. 67,2 % der Haushalte waren Familienhaushalte (bestehend aus verheirateten Paaren mit oder ohne Nachkommen bzw. einem Elternteil mit Nachkomme). Die durchschnittliche Größe eines Haushalts lag bei 2,50 Personen und die durchschnittliche Familiengröße bei 2,97 Personen.
27,2 % der Bevölkerung waren jünger als 20 Jahre, 23,9 % waren 20 bis 39 Jahre alt, 25,8 % waren 40 bis 59 Jahre alt und 23,1 % waren mindestens 60 Jahre alt. Das mittlere Alter betrug 39 Jahre. 47,0 % der Bevölkerung waren männlich und 53,0 % weiblich.
Das durchschnittliche Jahreseinkommen lag bei 35.426 $, dabei lebten 12,4 % der Bevölkerung unter der Armutsgrenze.
Im Jahr 2000 war Englisch die Muttersprache von 97,75 % der Bevölkerung und spanisch sprachen 2,25 %.